# Ginoria americana
Ginoria americana är en fackelblomsväxtart som beskrevs av Nikolaus Joseph von Jacquin. Ginoria americana ingår i släktet Ginoria och familjen fackelblomsväxter. Utöver nominatformen finns också underarten G. a. spinosa.